# Rossjön, Hälsingland
Rossjön är en sjö i Hudiksvalls kommun i Hälsingland och ingår i Delångersåns huvudavrinningsområde. Sjön är 5 meter djup, har en yta på 0,345 kvadratkilometer och befinner sig 145,1 meter över havet.

## Delavrinningsområde
Rossjön ingår i det delavrinningsområde (684285-154683) som SMHI kallar för Ovan Lövåsb.. Medelhöjden är 175 meter över havet och ytan är 6,61 kvadratkilometer. Räknas de 7 avrinningsområdena uppströms in blir den ackumulerade arean 31,43 kvadratkilometer. Vallaån som avvattnar avrinningsområdet har biflödesordning 3, vilket innebär att vattnet flödar genom totalt 3 vattendrag innan det når havet efter 60 kilometer. Avrinningsområdet består mestadels av skog (86 procent). Avrinningsområdet har 0,33 kvadratkilometer vattenytor vilket ger det en sjöprocent på 5 procent.